# 펭카우에
펭카우에(스페인어: Pencahue)는 칠레 마울레 주 탈카 현의 코무나이다.